# Guid
Guid je priimek v Sloveniji, ki ga je po podatkih Statističnega urada Republike Slovenije na dan 1. januarja 2010 uporabljalo 11 oseb. 

## Znan nosilci priimka
- Aleš Guid, urednik časopisa Tribuna
- Matej Guid (*1979), šahist
- Nikola Guid (*1951), elektronik